# Rapala tiomana
Rapala tiomana är en fjärilsart som beskrevs av John Nevill Eliot 1978. Rapala tiomana ingår i släktet Rapala och familjen juvelvingar. Inga underarter finns listade.